# John Nichol
Adrian John Nichol (North Shields, dicembre 1963) è uno scrittore e militare britannico, ex-navigatore della Royal Air Force rimasto prigioniero dalla Guardia repubblicana irachena durante la guerra del Golfo del 1991.

## Biografia e carriera militare
Adrian John Nichol nasce a North Shields (Tyne and Wear) nel dicembre 1963.
Si iscrive al St Cuthbert's Grammar School di Newcastle upon Tyne e nel febbraio 1981 si arruola volontario nella Royal Air Force come tecnico elettronico. Nel periodo intercorrente tra la scuola e il servizio militare, Nichol ha lavorato in un negozio di bricolage anche se i suoi datori di lavoro non erano a conoscenza dei suoi piani militari fino a quando hanno cercato di promuoverlo.
Nel dicembre 1986 viene incaricato come navigatore del 15º Squadrone RAF e nel 1990, all'età di 26 anni, viene inviato nella base aerea di Al Muharraq di Bahrain per partecipare alla guerra del Golfo.

## Operazione Granby e prigionia
Il 17 gennaio 1991, con l'avvio dell'Operazione Tempesta nel Deserto, i tenenti di squadriglia Nichol (navigatore) John Peters (pilota) decollarono a bordo del loro cacciabombardiere Tornado del 15º Squadrone RAF con altri velivoli alleati per la prima missione che li vedeva impiegati nello spazio aereo controllato dalla Guardia repubblicana irachena.
La missione della squadriglia nell'ambito dell'Operazione Granby era attaccare la base aerea di Ar Rumaylah nell'Iraq meridionale difeso dall'artiglieria contraerea. Nel corso del raid aereo alla luce del giorno, il Tornado con a bordo Peters e Nichol fu colpito da un missile terra-aria Strela-3 ed entrambi i piloti dovettero sganciarsi con il seggiolino eiettabile. 
Poche ore dopo il paracadutismo entrambi gli aviatori vennero catturati dalle truppe irachene di Saddam Hussein e imprigionati nel carcere di Abu Ghraib come prigionieri di guerra.
Il 20 gennaio la televisione irachena riuscì a filmare una testimonianza di Nichol.  Le immagini dei due piloti britannici divennero un drammatico simbolo della propaganda politica irachena durante la guerra, tant'è che ha suscitato indignazione dall'opinione pubblica e dalla stampa britannica, arrivando anche ad accusare l'Iraq per aver utilizzato questi soggetti come scudi umani.
I due piloti furono sottoposti a brutali torture fisiche e psicologiche per 47 giorni, per poi essere rilasciati e affidati alla Croce Rossa il 4 marzo in conseguenza della vittoria da parte della coalizione anglo-americana contro l'Iraq.

## Post-prigionia e carriera attuale
Tornato in Inghilterra dopo la prigionia, Nichol lascia la RAF nel marzo 1996. Quattro anni prima, nel 1992, ha pubblicato, con il pilota John Peters, il suo libro Tornado Down, basato sulla loro esperienza in Iraq come prigionieri di guerra.
Nel corso degli anni Nichol ha fatto apparizioni in alcune trasmissioni televisive e radiofoniche britanniche. Dopodiché ha continuato con la sua carriera di scrittore pubblicando altri 10 libri tra cui Point of Impact, Vanishing Point, Exclusion Zone, Stinger e Decisive Measures. I suoi ultimi libri forniscono ampie testimonianze della storia sulla seconda guerra mondiale che includono: The Last Escape (che racconta la storia straziante di alleati presi come prigionieri di guerra nelle fasi di chiusura della guerra); Tail-End Charlies e Home Run.

## Vita personale
Attualmente vive a Hertfordshire e ha una figlia, Sophie, nata nel 2005.

## Opere
- Tornado Down
- Point of Impact
- Vanishing Point
- Exclusion Zone
- Stinger
- Decisive Measures
- The Last Escape: The Untold Story of Allied Prisoners of War in Germany 1944-1945
- Tail-End Charlies: The Last Battles of the Bomber War, 1944-45
- Home Run: Escape from Nazi Europe
- Medic: Saving Lives - From Dunkirk to Afghanistan
- Arnhem: The Battle for Survival
- The Red Line: The Gripping Story of the RAF’s Bloodiest Raid on Hitler’s Germany
- Return of the Dambusters: What 617 Squadron Did Next
- Spitfire: A Very British Love Story